# 사실 가치 구분
사실-가치 구분(영어: Fact–value distinction)은 인식론에서 제시되는 근본적인 구분으로, 다음 두 가지를 구별한다:
1. 사실에 대한 진술(긍정적·묘사적 진술): 이들은 이성과 관찰에 근거하며, 경험적 방법을 통해 검증된다.
2. 가치에 대한 진술(규범적·처방적 진술): 좋고 나쁨, 아름다움과 추함과 같은 것으로 윤리와 미학을 포괄하며, 가치론(Axiology)에서 다룬다.

인식론에서 설정된 사실과 가치 사이의 이러한 장벽은, 사실적 주장으로부터 윤리적 주장을 도출하거나 사실적 논증을 사용하여 전자를 옹호하는 것이 불가능함을 시사한다.
사실–가치 구분은 데이비드 흄이 제기한 도덕철학의 존재-당위(is-ought) 문제와 밀접하게 연관되며, 그로부터 파생되었다. 이 용어들은 종종 혼용되지만, 존재-당위 문제에 관한 철학적 논의는 일반적으로 미학을 포함하지 않는다.

## 데이비드 흄의 회의주의
데이비드 흄은 『인간 본성에 관한 논고』(1739)에서 긍정적 진술(있는 그대로의 진술)로부터 규범적 진술을 끌어내는 데 따르는 문제, 즉 ‘이다(is)에서 해야한다(ought)’를 도출하는 어려움을 논의했다. 일반적으로 흄은 이러한 도출을 성립 불가능하다고 보았으며, 그의 ‘존재-당위(is–ought)’ 문제는 도덕철학의 근본 쟁점으로 여겨진다.
흄은 토머스 홉스(1588–1679)와 존 로크(1632–1704) 같은 초기 계몽주의 철학자들과 정치적 관점을 공유했다. 구체적으로, 그는 유럽 사회를 갈라놓은 종교적·국가적 적대감이 근거 없는 믿음에 뿌리를 두고 있다고 주장했다. 다시 말해, 그러한 적대감은 자연에서 발견되는 것이 아니라 특정 시대와 장소에 따라 달라지는 인간이 만들어낸 것이므로, 치명적인 갈등의 이유가 될 수 없다고 본 것이다.

## 자연주의적 오류
사실–가치 구분은 윤리·도덕철학에서 논쟁되는 자연주의적 오류(naturalistic fallacy)와 밀접하게 관련된다. G. E. 무어는 이를 모든 윤리적 사고의 핵심으로 보았다. 그러나 필리파 풋 같은 현대 철학자들은 이러한 가정을 재검토해야 한다고 주장한다. 루스 안나 퍼트넘 등은 가장 “과학적”인 학문조차도 연구자와 실천자의 ‘가치’에 영향을 받는다고 본다. 그럼에도 불구하고, 자연주의적 오류와 사실–가치 구분의 차이는 현대 사회과학이 새로운 연구 분야와 학문을 만들 때 자연주의적 오류 자체가 아니라 사실–가치 구분을 활용해 왔다는 점에서 비롯된다.

## 도덕주의적 오류
사실–가치 구분은 도덕주의적 오류(moralistic fallacy)와도 밀접하게 연관되어 있다. 도덕주의적 오류란 순전히 평가적 전제에서 사실적 결론을 끌어내는 잘못된 추론을 말한다. 예를 들어 “모든 사람은 평등해야 하므로 사람들 사이에는 선천적 유전적 차이가 없다”는 주장은 도덕주의적 오류의 한 사례다. 자연주의적 오류가 '이다(is)'라는 진술에서 '해야 한다(ought)'라는 진술로 이동하려고 시도하는 반면, 도덕주의적 오류는 '해야 한다(ought)'라는 진술에서 '이다(is)'라는 진술로 이동하려고 시도한다.

## 같이 보기
- 자연주의적 오류
- 자연주의 (철학)
- 규범
- 가치중립
- 사회과학